# Срібний скарб
Срібний скарб — втрачений фільм   драма німого кіно 1926 року режисера Роуленда В. Лі. Екранізація роману Джозефа Конрада «Ностромо» 1904 року. Продюсером і розповсюдженням його займалася Fox Film Corporation .  У головній ролі Джордж О'Браєн.

## У ролях
- Джордж О'Браєн - Ностромо
- Джек Роллінз – Рамірес
- Хелена Д'Алгі — Лінда Віола
- Джоан Рене — Жизель Віола
- Евелін Селбі — мати Тереза
- Лу Теллеген - Соліто, Бандит
- Отто Матісон — Мартін Деку
- Стюарт Рим — Чарльз Гулд
- Гедда Хоппер – місіс Гулд
- Даніель Макаренко – Джорджіо Віола
- Фред Беккер – Ернандес
- Гарві Кларк — Тіто
- Гілберт Клейтон – доктор Монігем
- Сідні Де Грей — капітан Мітчелл
- Джордж Кува - Луїс

## Зовнішні посилання
- Срібний скарб на IMDb.com [Архівовано 27 листопада 2021 у Wayback Machine.]
- synopsis на сайті AllMovie (англ.)